# Plittersdorf
Plittersdorf is het grootste en oudste deel van de Duitse stad Rastatt, deelstaat Baden-Württemberg. Het dorp telt 3001 inwoners (2007).
Er is een veerpont over de Rijn naar Duitsland (Seltz), sinds 2005 buiten bedrijf na een ongeval.

Plittersdorf
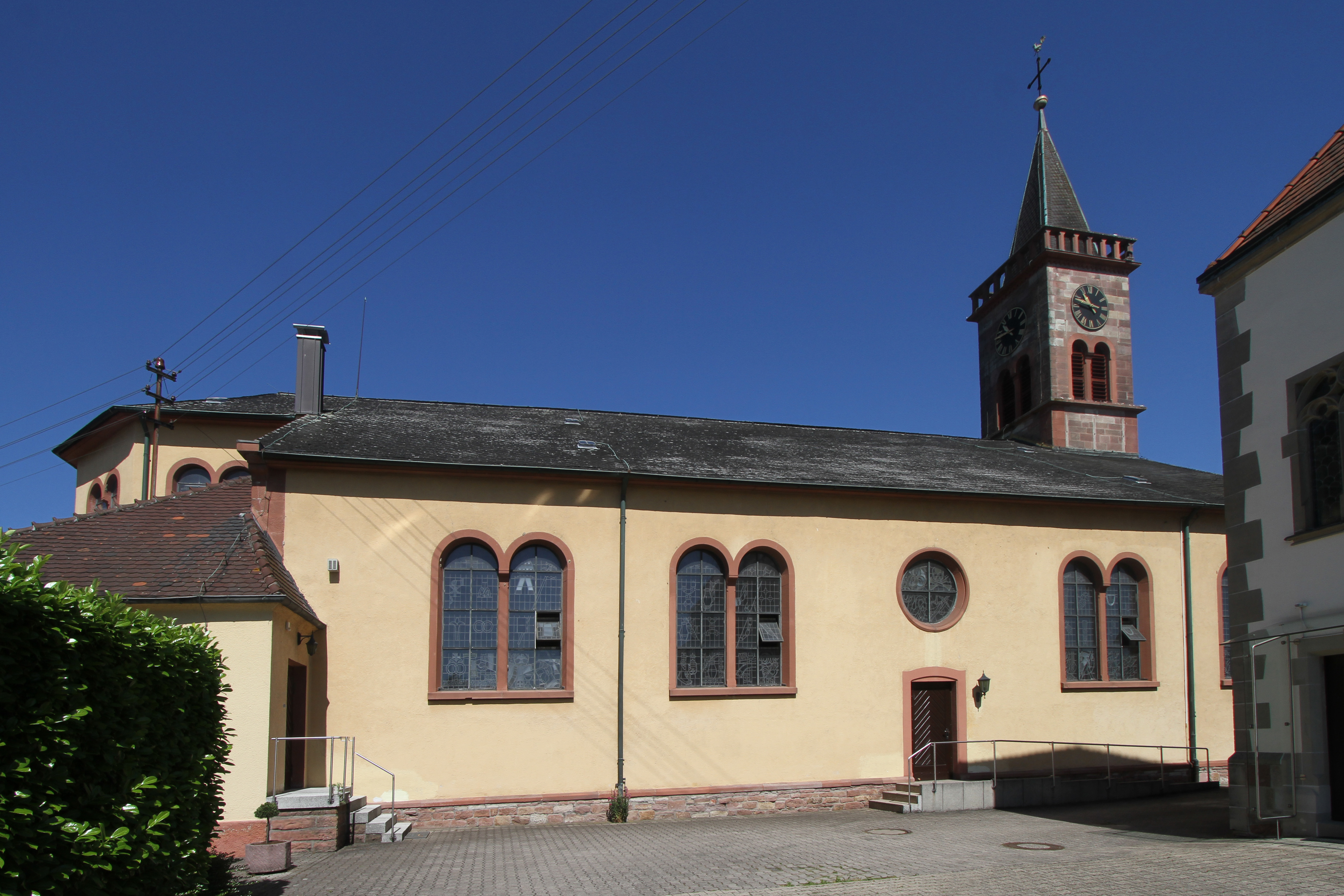
Sint-Jakobus
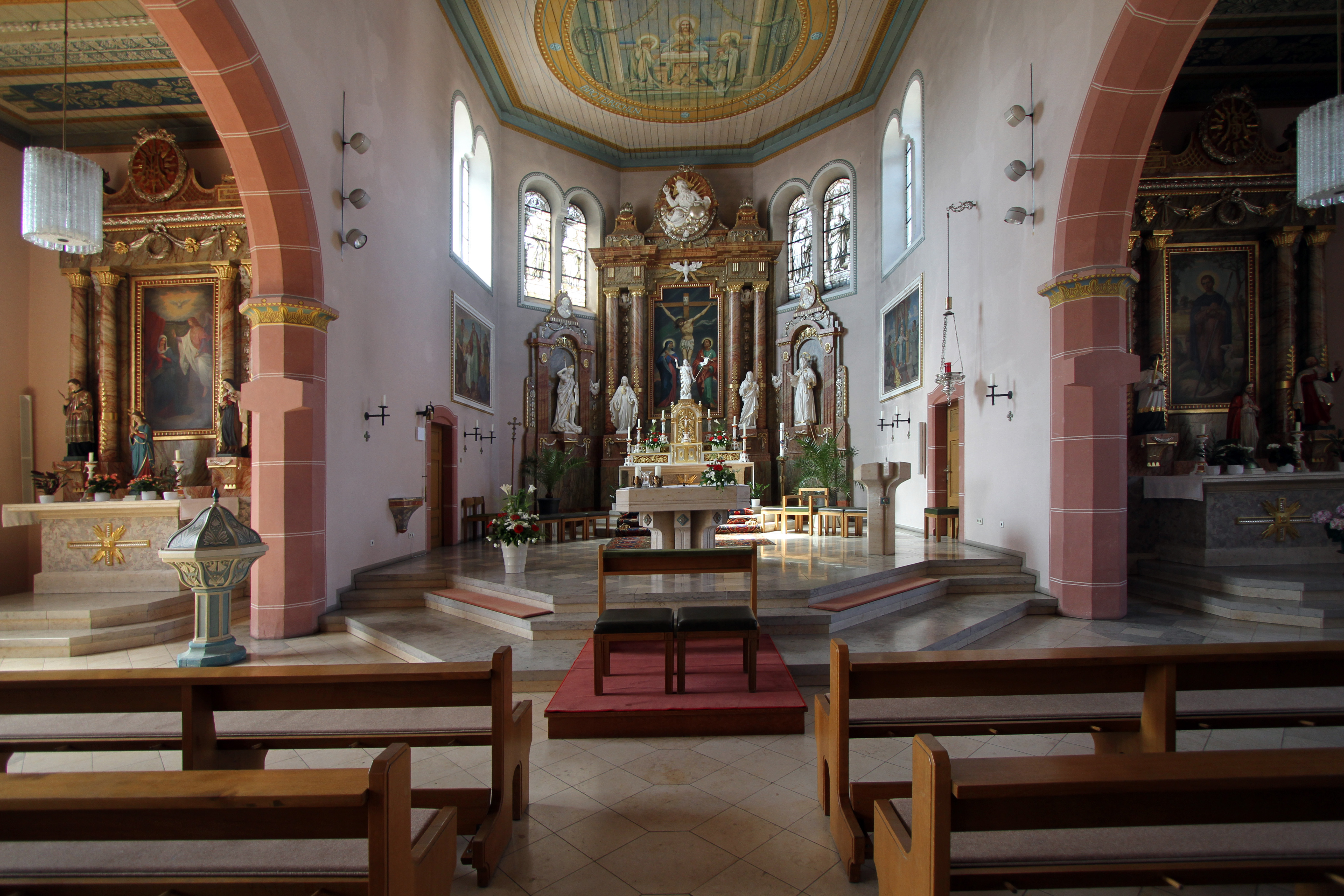
Sint-Jakobus
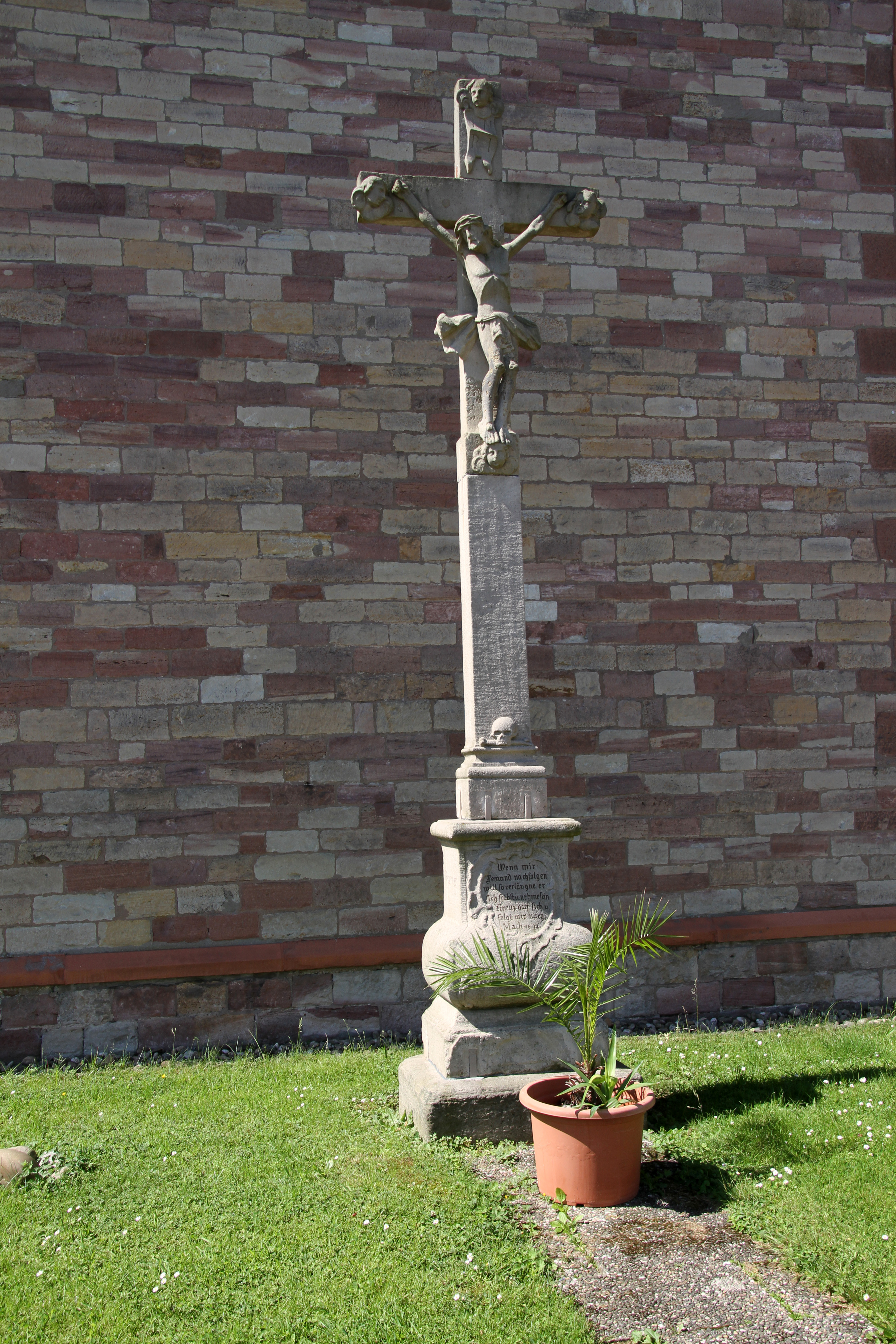
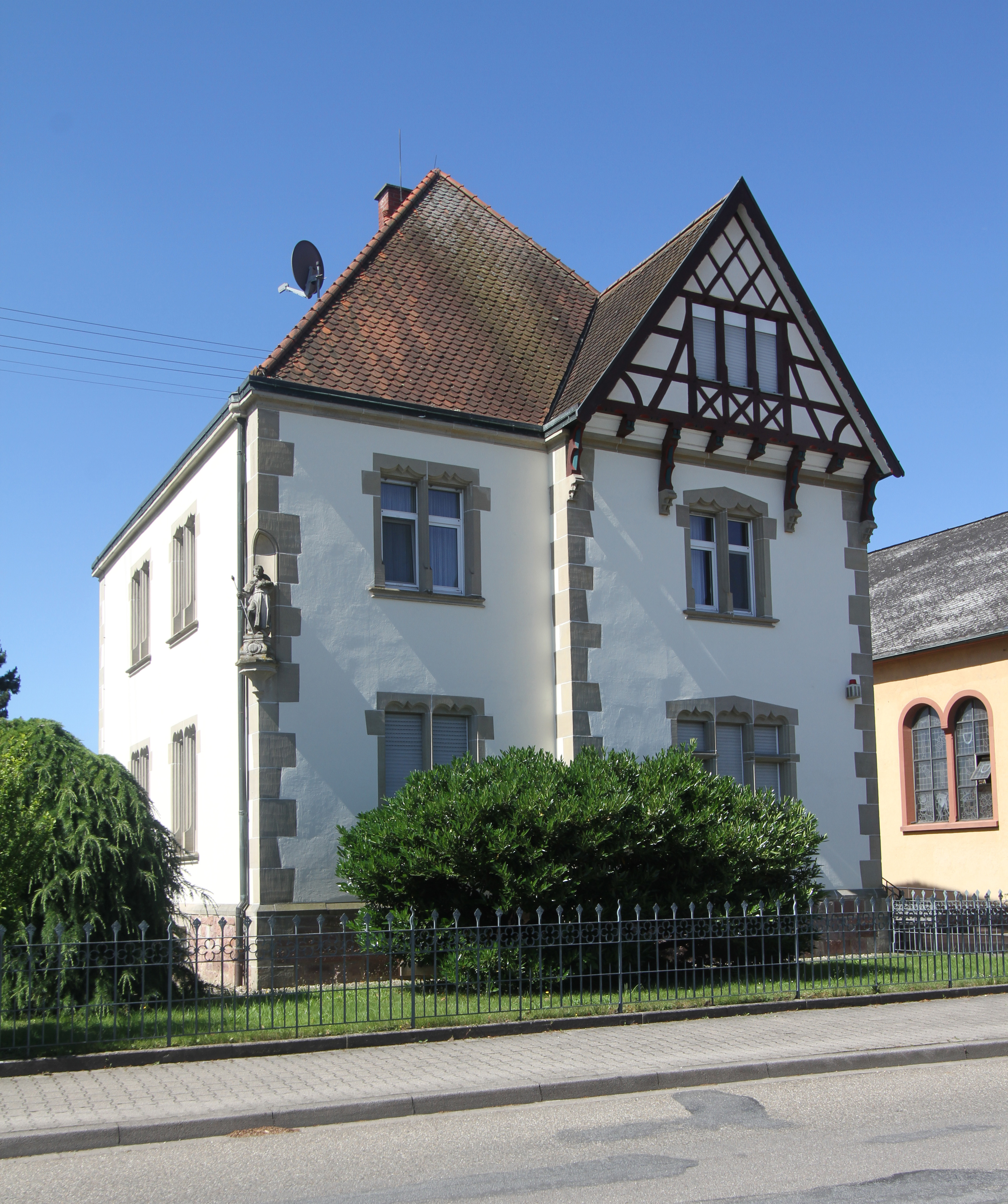

Förch · Niederbühl · Ottersdorf · Plittersdorf · Rauental · Wintersdorf